# Neoplocaederus ruficornis
Neoplocaederus ruficornis là một loài bọ cánh cứng trong họ Cerambycidae.